# 道竹城
道竹城（どうちくじょう）は、鳥取県岩美郡岩美町新井にあった日本の城（山城）。JR岩美駅前の標高150mの山が城跡である。

## 歴史
南北朝時代から室町時代中期まで、因幡国の守護所は岩常（現・岩美郡岩美町岩常）の二上山城に置かれていたが、のちに守護所は布勢天神山城へと移行した。それに伴い、二上山城周辺は荒廃し、治安も悪化した。状況を憂えた村民は、山名氏総領の但馬山名氏に請うて山名氏一族の三上兵庫頭豊範を二上山城将として派遣させた。三上豊範は急峻な山城だった二上山城の不便さをいとい、山陰道を扼し日本海にもほど近い標高150mの小山に道竹城を築いて居城とし、道竹城および二上山城は因幡における但馬山名氏の橋頭堡となった。
因幡山名氏滅亡後、因幡守護には但馬より山名豊定が入り、因幡一円は完全に但馬山名氏の支配下に入ったかに見えた。しかし永禄年間になると、山名氏の宿老として鳥取城に入っていた武田高信が山名氏に離反、道竹城にあった三上豊範も武田と同盟した。
1564年（永禄7年）、因幡守護・山名豊数は道竹城を急襲、不意を突かれた豊範は道竹城を捨てて二上山城に敗走する途中で討ち死にしてしまった。道竹城がその後どのような経過をたどったかは明らかではない。

## 三上兵庫頭についての異説
現在、この三上兵庫頭について興味深い説が発表されている。鳥取市在住の中世史研究家・高橋正弘氏は自身の著書『因伯の戦国城郭　通史編』において「三上兵庫頭は山名東揚ではなく、山名一族とは異なる近江系三上氏の三上経実である」と著している。
加えて山名東揚が道竹城に入ったのは確かだが永禄7年の道竹城合戦は存在せず、本当の三上兵庫頭である三上経実の方が天文10年（1541年）の道竹城合戦において討死したとしている。
また、永禄7年当時の山名豊数は毛利氏と結んだ武田高信によって鹿野城に追いやられていることからも、豊数が鹿野城から遠く離れた道竹城を攻撃するのは不可能とされており、現在ではこの説のほうが有力視されている。

## 構造
- 全山の3分の2にわたって遺構が分布し、戦国期の城郭の特色をよく残している。
- 主郭を中心に60段にもおよぶ削平地がある。尾根上には必ず中規模の削平地があり有事の際に備えている。
- ほぼ完璧な形で残る二重の堀切と畝堀は鳥取県内では貴重な遺構である。